# Danger3
Danger3 (lê-se “Danger San”) é uma banda brasileira com foco em produção de músicas baseadas em animes e no universo de cultura pop japonesa. O grupo é formado pelo trio de cantores Ricardo Cruz, Larissa Tassi e Rodrigo Rossi.

## História
O grupo se formou em 2017, quando, em parceria com a Editora JBC, lançou seu primeiro single, chamado Neo Tokyo, com músicas inspiradas por Akira. No ano seguinte, lançaram a música Space Runners, Go, do jogo brasileiro Space Runners, desenvolvido pelo estúdio sul-mato-grossense Brainstorm Chimp. Ainda em 2018, trabalharam novamente com a Editora JBC para lançar a música "Yume", que homenageia seu fundador. A parceria com a editora continuou com a música "Somos Heróis", do quadrinho brasileiro Combo Rangers: Somos Iguais; e com "Lembranças", do mangá Kimi no Na wa. (Your Name), de Makoto Shinkai.
Em 2020, o trio fez as versões brasileiras para as músicas de abertura e encerramento do anime Saint Seiya: Soul of Gold. No mesmo ano, participaram das comemorações dos 20 anos do JAM Project, banda da qual Ricardo Cruz faz parte. Eles gravaram a versão em português de "Seijaku no Apostle", segunda abertura de One Punch-Man, composta por Cruz para o grupo japonês. Esta gravação foi inclusa na JAM Project 20th Anniversary Complete BOX, que veio com um CD só com gravações da banda em outros idiomas.
Desde sua criação, o trio fez vários shows pelo Brasil em eventos como Anime Friends, Anime Summit, SANA e AnimeXtreme.

## Discografia

### Singles
- 2017 Neo Tokyo (inspirada em Akira)
- 2017 Lembranças (inspirada em Kimi no Na wa.)
- 2018 Space Runners, Go (de Space Runners)
- 2018 Somos Heróis (de Combo Rangers: Somos Iguais)
- 2018 Yume

### Outros lançamentos
- "Seijaku no Apostle", de One Punch-Man, versão em português inclusa na JAM Project 20th Anniversary Complete BOX.
- Músicas de Saint Seiya: Soul of Gold
  - "Soldier Dream versão Alma de Ouro" (Original: Soldier Dream ver. Soul of Gold da banda Root Five)
  - "A Promessa do Amanhã" (Original: Yakusoku No Asu E, da banda Root Five)